# Len Townsend
 (signalé en août 2025).
Si vous disposez d'ouvrages ou d'articles de référence ou si vous connaissez des sites web de qualité traitant du thème abordé ici, merci de compléter l'article en donnant les références utiles à sa vérifiabilité et en les liant à la section « Notes et références ».
- Archive Wikiwix
- Bing
- Cairn
- DuckDuckGo
- E. Universalis
- Gallica
- Google
- G. Books
- G. News
- G. Scholar
- Persée
- Qwant
- (zh) Baidu
- (ru) Yandex
- (wd) trouver des œuvres sur Wikidata

Leonard Francis Townsend, plus connu sous le nom de Len Townsend (né le 31 août 1917 à Brentford dans le Grand Londres, et mort en août 1997 à Seaford dans le Sussex de l'Est), est un joueur de football anglais qui évoluait au poste d'attaquant, avant de devenir ensuite entraîneur.

## Biographie

### Carrière de joueur
Avec l'équipe de Brentford, il joue 33 matchs en première division, inscrivant 12 buts.

## Palmarès
Bristol City
- Championnat d'Angleterre D3 :
  - Meilleur buteur : 1947-48 (31 buts).